# Хребет-Уральский (остановочный пункт)
Хребе́т-Ура́льский — остановочный пункт Свердловской железной дороги. Находится на однопутной линии Гороблагодатская – Чусовская, в посёлке Хребет-Уральский Кушвинского муниципального округа Свердловской области.
На остановке имеется одна низкая пассажирская платформа, установлен металлический навес. Пассажирское вокзальное здание закрыто, продажа билетов не производится. В сутки имеют остановку три пары электропоездов, курсирующие по маршруту Нижний Тагил — Европейская. Мимо остановки Хребет-Уральский транзитом следуют пассажирские поезда: 84Е/84М «Приобье — Серов — Москва — Приобье», 49/50 «Екатеринбург — Нижний Тагил — Москва — Екатеринбург», 603/604 «Екатеринбург — Соликамск — Екатеринбург».

## История
В 1878 году при строительстве Уральской горнозаводской железной дороги на перевале через Уральский хребет была построена станция «Уральская», давшая начало пристанционному посёлку. Своё нынешнее название станция получила в 1897 году. После закрытия станции в 1990-е годы было снесено деревянное здание вокзала, ликвидировано путевое развитие и оставлен один главный путь с остановочной платформой со стороны пассажирского здания. От исторических построек сохранилась водонапорная башня станции.

## Достопримечательности
В 2003 году к 125-летию Свердловской железной дороги по оси пассажирского здания был установлен символический обелиск «Граница Европы и Азии». Фактически граница между двумя частями света проходит в 8 километрах западнее по перегону, где по обеим сторонам железнодорожного пути расположены две сваренные из рельсов металлических стелы, установленные строителями Горнозаводской железной дороги и имевшие в ночное время подсветку в виде керосиновых фонарей.

## Галерея
|  |  |  |